# Содружество демократического выбора
Содружество демократического выбора (СДВ) (англ. Community of democratic choice) — «сообщество демократий балто-черноморско-каспийского региона», организация стран Восточной Европы и Прибалтики, альтернативная СНГ. Учреждена 2 декабря 2005 на учредительном форуме в Киеве (Украина). Фактически состоялось всего три встречи содружества: две в 2005 году и одна в 2006 году.
Члены организации:
- Украина
- Молдавия
- Латвия
- Литва
- Эстония
- Словения
- Северная Македония
- Румыния
- Грузия

Наблюдатели:
- Азербайджан
- Армения
- Болгария
- Венгрия
- Польша
- США
- Чехия

## История
Впервые идея создания «коалиции, объединяющей бывшие республики, в которых людям удалось сбросить власть путём народных восстаний», была озвучена министрами иностранных дел Грузии (Саломе Зурабишвили) и Украины (Борисом Тарасюком) 31 марта 2005, когда они посетили Киргизию в качестве посредников по улаживанию отношений между отстранённым от власти президентом Аскаром Акаевым и новыми властями.
12 августа 2005 Президенты Грузии и Украины Михаил Саакашвили и Виктор Ющенко подписали декларацию «В защиту свободы и демократии в регионе». «Мы выступили с инициативой созвать саммит на Украине с участием лидеров стран региона, России и США», — сказал Саакашвили на совместной пресс-конференции после церемонии подписания. Президент Грузии отметил, что цель саммита — создать коалицию демократических государств.
В свою очередь, Ющенко сообщил, что саммит пройдет ориентировочно во второй половине года. «Мы бы хотели видеть лидеров Балтийского, Черноморского и Каспийского регионов, а также соседей из России, Евросоюза и США» .
Состав новой коалиции ещё не был оформлен на бумаге, и у неё имелось только рабочее название — «Демократический выбор». Основателями организации выступали Украина и Грузия — страны, пережившие мирные революции. Предполагалось, что членами «Демократического выбора» станут все постсоветские республики, где оппозиция придёт к власти при поддержке народа, вышедшего на улицы. «Опыт Грузии и Украины сводится к тому, что мы смогли преодолеть внутриполитический кризис и сумели организовать передачу власти мирным путём», — пояснил министр иностранных дел Украины Борис Тарасюк. Третьим членом этой организации Тарасюк предложил стать Киргизии после нормализации ситуации в Бишкеке. «После легитимного процесса становления власти можно будет рассмотреть вопрос о её присоединении», — пояснил он.
Известно было, что коалиция намерена поддерживать оппозицию в других государствах и «напоминать государствам-партнёрам о необходимости соблюдать демократические принципы» . «Революции невозможно экспортировать, — говорилось в совместном обращении Ющенко и Саакашвили к киргизскому народу, которое привезли в Бишкек главы МИД. — В наших трёх государствах выборы были лишь поводом, последней каплей, которая переполнила чашу терпения народа и подтолкнула его к борьбе за свободу и демократию».
Одновременно с созданием новой организации были предприняты шаги по возрождению организации ГУУАМ и проведён саммит этой организации. После андижанских событий, ГУУАМ лишился одного из участников — Узбекистана — и снова стал ГУАМ.

## Направленность
2 декабря 2005 в Киеве прошёл учредительный форум «Содружества демократического выбора» («сообщества демократий балто-черноморско-каспийского региона»).
В одобренной на форуме Декларации стран Содружества демократического выбора говорится, что его участники стремятся к Европе без разделительных линий, нарушений прав человека, «замороженных» конфликтов, какого-либо духа конфронтации, они намерены тесно сотрудничать для достижения прочного мира, демократии и процветания на европейском континенте, взаимодействовать ради развития и укрепления демократии, признавая, что разные страны, находящиеся в поле зрения Содружества демократического выбора, находятся на разных этапах демократического развития.
Как сообщают, Виктор Ющенко направил Владимиру Путину приглашение персонально принять участие «в качестве наблюдателя» в этом форуме.

## Саммит государств Балтийского и Черноморского регионов (2006)
Развитием идеи о создании организации, альтернативной СНГ, стал саммит государств Балтийского и Черноморского регионов, открывшийся 4 мая 2006 в Вильнюсе (Литва).
К участникам учредительного форума «Содружества демократического выбора» добавились высокопоставленные представители США и стран-членов Евросоюза, в том числе президент Польши Лех Качинский и вице-президент США Дик Чейни.
Накануне отъезда в Вильнюс президент Грузии Михаил Саакашвили поручил правительству изучить вопрос о целесообразности дальнейшего членства Грузии в СНГ. Это решение связано с введённым Россией запретом на ввоз грузинской сельхозпродукции и вина.
В официальном пресс-релизе саммита отмечено, что «страны Восточной Европы и Южного Кавказа представляют собой наиболее многообещающий регион в том, что касается укрепления демократии и стабильности за пределами нынешних границ ЕС и НАТО».

## Список встреч
- 1-2 декабря 2005 года: Киев, Украина
- 9-10 марта 2006 года: Тбилиси, Грузия
- 4-5 мая 2006 года: Вильнюс, Литва